# Gebeleizis
Gebeleizis (Zebeleizis) je dáckým bohem, panující blesku, hromu a bouři analogický řeckému Diovi či severskému Thórovi. Je také považován za podobu thráckého boha Zbelsurda. Jeho jméno je odvozován od indoevropského kořene *g°heib „světlo, blesk“ a şuer „řvát, hučet“.
Je mu připisován rituál popisovaný Hérodotem: „Tito Thrákové také střílejí z luku vzhůru do nebe proti tomu hromu a blesku a bohovi vyhrožují. Nepovažují za boha nikoho jiného než toho svého.“ Tento rituál však nejspíš není vyhrožováním bohu, ale nápodobou božského chování vůči démonům mraků.
Hérodotem byl také Gebeleizis ztotožněn se Zalmoxidem, a tato identifikace nejspíše proběhla i přímo vlivem kněží, protože svatyně Sarmizegetuze a Costeşti mající nebeskou symboliku římští autoři připisují Zalmoxidovi, který nebeské rysy nevykazuje.